# Gibeaumeix
Gibeaumeix település Franciaországban, Meurthe-et-Moselle megyében. Lakosainak száma 175 fő (2022. január 1.). Gibeaumeix Uruffe, Vannes-le-Châtel, Chalaines, Rigny-Saint-Martin és Sepvigny községekkel határos.

## Népesség
A település népességének változása:
| Lakosok száma | 157  | 143  | 116  | 146  | 168  | 167  | 164  | 171  | 172  | 175  |
|               | 1968 | 1982 | 1990 | 2006 | 2013 | 2015 | 2017 | 2019 | 2020 | 2022 |